# Красноармейское (Кабардино-Балкария)
Красноарме́йское (кабард.-черк. Красноармейскэ) — село в Терском районе Кабардино-Балкарской Республики. 
Административный центр муниципального образования «Сельское поселение Красноармейское».

## География
Селение расположено в северо-западной части Терского района, на правом берегу реки Терек. Находится в 20 км к северу от районного центра Терек и в 60 км к северо-востоку от города Нальчик.
Граничит с землями населённых пунктов: Опытное на востоке, Куян на юго-востоке, Джулат на юго-западе, город Майский на западе и Шикулей на северо-востоке.
Населённый пункт расположен на наклонной Кабардинской равнине, в переходной от предгорной в равнинную, зоне республики. Средние высоты на территории села составляют 209 метров над уровнем моря. Рельеф местности представляют собой в основном предгорную наклонную равнину с бугристыми возвышенностями. К юго-востоку от села возвышаются склоны Арикского хребта.
Гидрографическая сеть представлена рекой Терек, а также главной артерией Малокабардинского канала, тянущегося вдоль южной окраины села.
Климат влажный умеренный. Лето жаркое. Средняя температура воздуха в июле составляет около +23,0°С. Зима мягкая и длится около трех месяцев с частыми оттепелями. Средняя температура января составляет −2,5°С. В общем среднегодовая температура воздуха составляет +10,5°С. Среднегодовое количество осадков составляет около 620 мм. В конце лета возможны засухи, вызванные воздействием воздушных течений исходящими из Прикаспийской низменности.

## История
Селение основано в 1900 году. Первопоселенцами были 17 семей из колонии Элизабетталь, распавшейся из-за набегов горцев.
До 1917 года находилось в составе Нальчикского округа Терской области, а в советский период — Терского (Мало-Кабардинского) района Кабардино-Балкарской АССР.
7 августа 1915 года колония Гофнунгсфельд была переименована в посёлок Абаевский.
Жители являлись прихожанами лютеранского прихода Пятигорск. В 1918 году поселение было разорено горцами, но вновь возродилось к 1926 году. В ходе коллективизации в селе был создан колхоз «имени Э. Тельмана». В селении функционировали начальная школа, детский сад и магазин.
В 1941 году немцы проживавшие в селении были депортированы в Среднюю Азию. До 1942 года поселение называлось колония Гофнунгсфельд. Однако, Указом ПВС РСФСР от 15 июля 1942 года колония Гофнунгсфельд Терского района было переименовано в селение Красноармейское. 
Во время Великой Отечественной войны, в ноябре 1942 года село было оккупировано немецкими войсками. Освобождено в начале января 1943 года.
В 1944 году в ходе муниципальных преобразований в КБАССР, Красноармейский сельсовет был преобразован, с присоединением к нему посёлок — Опытное и Куян.
Ныне все три села слились и фактически представляют собой один населённый пункт.

## Население
| 2002 | 2010  | 2021  |
| ---- | ----- | ----- |
| 1156 | ↗1560 | ↘1472 |

Национальный состав
По данным Всероссийской переписи населения 2010 года:
| Народ      | Численность, чел. | Доля от всего населения, % |
| ---------- | ----------------- | -------------------------- |
| кабардинцы | 820               | 52,6 %                     |
| турки      | 638               | 40,9 %                     |
| русские    | 82                | 5,2 %                      |
| другие     | 20                | 1,3 %                      |
| всего      | 1 560             | 100 %                      |

По данным Всероссийской переписи населения 2021 года:
| Народ               | Численность, чел. | Доля от всего населения, % |
| ------------------- | ----------------- | -------------------------- |
| кабардинцы          | 738               | 50,13 %                    |
| турки               | 642               | 43,61 %                    |
| русские             | 69                | 4,69 %                     |
| другие / не указано | 23                | 1,56 %                     |
| всего               | 1 472             | 100,0 %                    |

Половозрастной состав
По данным Всероссийской переписи населения 2010 года:
| Возраст     | Мужчины, чел. | Женщины, чел. | Общая численность, чел. | Доля от всего населения, % |
| ----------- | ------------- | ------------- | ----------------------- | -------------------------- |
| 0 — 14 лет  | 162           | 183           | 345                     | 22,1 %                     |
| 15 — 59 лет | 514           | 510           | 1 024                   | 65,6 %                     |
| от 60 лет   | 64            | 127           | 191                     | 12,3 %                     |
| Всего       | 740           | 820           | 1 560                   | 100,0 %                    |

Мужчины — 740 чел. (47,4 %). Женщины — 820 чел. (52,6 %).
Средний возраст населения — 33,0 лет. Медианный возраст населения — 29,3 лет.
Средний возраст мужчин — 32,1 лет. Медианный возраст мужчин — 29,0 лет.
Средний возраст женщин — 33,9 лет. Медианный возраст женщин — 29,6 лет.

## Инфраструктура
Основные объекты социальной инфраструктуры сельского поселения (школа, детский сад, больница, дом культуры и др.) расположены в селе Опытное.

## Ислам
В селе действует одна мечеть.

## Экономика
Основу экономики села составляет сельское хозяйство. Наибольшее развитие, как и в целом по району получили выращивания сельскохозяйственных технических культур.

## Улицы
| Ашхотова   |
| Болотокова |
| Ворошилова |

| Интернациональная |
| Кабардинская      |

| Надтеречная |
| Тельмана    |

## Примечание
1. 1 2  Итоги Всероссийской переписи населения 2020 года (по состоянию на 1 октября 2021 года)
2. 1 2  Гофнунгсфельд (недоступная ссылка — история). Реестр немецких поселений России.
3. ↑  Сборник правительственных распоряжений по казачьим войскам / Россия. Глав. упр. казачьих войск. — СПб. : Глав. упр. иррегуляр. войск, 1870—1912. — Изд-во т. 15-45 : Глав. упр. казачьих войск; т. 46-51 : Казачий отд. Глав. штаба. Дата обращения: 3 февраля 2023. Архивировано 3 февраля 2023 года.
4. ↑  Указ ПВС РСФСР «О переименовании  некоторых населенных пунктов и сельских  советов Кабардино-Балкарской АССР». www.alexanderyakovlev.org. Дата обращения: 18 февраля 2019. Архивировано 4 января 2019 года.
5. ↑  Численность населения Кабардино-Балкарской Республики по сельским населённым пунктам по итогам ВПН-2002
6. ↑  Численность населения КБР в разрезе населённых пунктов по итогам Всероссийской переписи населения 2010 года
7. 1 2  База микроданных Всероссийской переписи населения 2010 года. Дата обращения: 14 ноября 2015. Архивировано из оригинала 9 июня 2014 года.
8. ↑  Итоги Всероссийской переписи населения 2020 года. Том 5. Национальный состав и владение языками. Таблица 1. Национальный состав населения Кабардино-Балкарской Республики, городских округов и муниципальных районов. Дата обращения: 9 октября 2023. Архивировано 16 октября 2023 года.
9. ↑  Численность населения КБР по итогам Всероссийской переписи населения 2010 года. Дата обращения: 8 декабря 2016. Архивировано из оригинала 24 июня 2016 года.